# Jon St. John
Jon St. John est un comédien de doublage américain.

## Biographie
Jon St. John commença sa carrière dans le travail de la voix en 1975, alors qu’il était animateur d’une radio en Caroline du Nord. Avec son talent vocal et ses compétences techniques, il fut nommé directeur de production de plusieurs radios américaines. Il réalisa alors qu’il pourrait utiliser sa voix dans d’autres domaines que la radio. Ainsi a-t-il prêté sa voix à de nombreux personnages de jeux vidéo.

## Duke Nukem
Jon St. John est certainement plus connu pour être la voix de Duke Nukem dans tous les jeux Duke Nukem depuis 1996, c’est-à-dire depuis Duke Nukem 3D (auparavant, les voix de Duke Nukem étaient faites par Joe Siegler et Todd Replogle d’Apogee Software). Sa voix apparaît dans le jeu de flipper Balls of Steel lui aussi réalisé par 3D Realms, plus particulièrement pour une table nommée Duke Nukem.

## Conduit 2
Il prête sa voix à Michael Ford dans Conduit 2, un FPS de High Voltage Software sur Wii.

## World of Warcraft
Il double également le roi Varian Wrynn, dirigeant de l'Alliance et des Humains dans World of Warcraft.

## Liste complète d'oeuvres doublées
- America's Army: True Soldiers : SGT Alan Smith
- Amnesia: The Dark Descent : Victor, Basile
- Runaway 2: The Dream of the Turtle : Archibald, Otto, professeur Simon
- Balls of Steel
- Big Red Racing : voix du menu
- Blue Stinger
- Bombshell : professeur Jadus Heskel
- Bulletstorm : Duke Nukem
- Call of Cthulhu: Dark Corners of the Earth : Charles Gilman, Joe Sergeant, Sergeant Sam Carter, chef Andrew Martin, Cutter Urania Seaman, capitaine Stephen Hearst, agent du FBI
- Clive Barker's Undying
- Chrome : Logan
- Cold War : président, spetsnaz
- Conduit 2 : Michael Ford
- Counter-Strike : commandant
- Drakensang : L'Œil noir : Yandrik, Nolddroken, nains, troll, orc
- Dota 2 : Enigma, Bloodseeker, Axe, Kunkka, Grimstroke
- Duke Nukem 3D : Duke Nukem
- Duke Nukem Advance : Duke Nukem
- Duke Nukem Forever : Duke Nukem
- Duke Nukem: Land of the Babes : Duke Nukem, Silverback, voix additionnelles
- Duke Nukem: Manhattan Project : Duke Nukem
- Duke Nukem: Time to Kill : Duke Nukem
- Duke Nukem: Zero Hour : Duke Nukem
- Duke Nukem's Bulletstorm Tour : Duke Nukem
- Evil Zone - Sho Mikagami : Danzaiver
- Gangland : prêtre noir, chef de la police, agent du FBI, homme de main, patron juif, Vincenzo, Romano
- Guild Wars 2 : narrateur PVP, Knut Whitebear
- Half-Life: Blue Shift : Dr. Rosenberg, Harold, soldat HECU
- Half-Life: Opposing Force : instructeur Dwight T. Barnes, instructeur Sharpe, députés, soldats HECU
- Heroes of Newerth : annonceur Bad Ass Pack
- High Seize : Wallace Stevenson
- Ion Fury : Dr. Jadus Heskel
- Jack Keane : Agent Montgomery, Butcher, Eric
- Dudebro II : John Dudebro
- Mario et Sonic aux Jeux olympiques de Rio 2016 : E-123 Omega
- NASCAR Racing 2003 Season : chef mécano
- NASCAR Racing 2002 Season : chef mécano
- NASCAR Racing 4 : chef mécano
- NFL Xtreme : joueurs de football
- Painkiller: Hell and Damnation : Daniel Garner
- Postal 4: No Regerts : Postal Dude
- Revenant : voix additionnelles
- Rogue Ops
- Runaway: A Road Adventure : Otto
- Rochard : John Rochard
- Sonic Adventure : Big the Cat
- Sonic Adventure 2 : Big the Cat
- Sonic Advance 3 : voix du menu
- Sonic Battle : E-102 Gamma
- Sonic Heroes : Big the Cat, E-123 Omega
- Sonic Shuffle : Big the Cat
- Spy Fiction : Lysander, Scarface/Dimitri Vedernikov
- Star Trek Online : chancelier J'mpok, ambassadeur B'Vat and commandant Ethan Burgess
- Starwinder : Barlow Lenz
- Tabula Rasa : voix diverses
- Team Awesome : narrateur
- TOME: Terrain of Magical Expertise : Execk
- Tony Tough and the Night of Roasted Moths : Clown
- This Is the Police : Jack Boyd
- This Is the Police 2 : Jack Boyd
- Twisted Metal 4 : Trash Man, général Warthog, Ralph Jones, Rob Zombie, Orbital, clowns de Sweet Tooth
- Vector Tanks : Gunner St. John